# Karl Friedrich von Wedel
Karl Friedrich von Wedel (* 18. September 1814 in Neuwedell; † 24. Februar 1890 in Charlottenburg) war ein preußischer Generalmajor und Kommandant der Festung Koblenz.

## Leben

### Herkunft
Seine Eltern waren Ferdinand von Wedel (1773–1841) und dessen Ehefrau Christiane, geborene von Ludwig (1788–1851). Sein Vater war Ritterschaftsrat des Kreises Arnswalde sowie Erbherr auf Neuwedell und Mürbenfelde.

### Militärkarriere
Wedel ging am 27. März 1831 als Füsilier in das 9. Infanterie-Regiment (genannt Colbergsches) der Preußischen Armee. Dort wurde er am 19. November 1831 Portepeefähnrich und am 22. Mai 1833 Sekondeleutnant. 1846 kam er als Kompanieführer zum Landwehrbataillon des 34. Infanterie-Regiments in Ortelsburg. Am 12. Januar 1847 wurde Wedel für ein Jahr zur Garde-Artillerie-Brigade kommandiert und während dieser Zeit am 27. März 1847 in das 19. Infanterie-Regiment versetzt. Dort wurde er am 18. April 1848 Premierleutnant befördert. Während des polnischen Aufstands kämpfte er 1848 bei Czernigewo, Gietowy, Nekla und wurde im Gefecht bei Miloslaw schwer verwundet. Dafür erhielt er den Roten Adlerorden IV. Klasse mit Schwertern. Am 24. Oktober 1848 wurde Wedel als Adjutant der 6. Infanterie-Brigade in Brandenburg an der Havel kommandiert und am 15. September 1849 kam er in gleicher Eigenschaft zur mobilen 2. Division nach Baden. Während des Badischen Aufstands kämpfte er 1848 in Baden und der Pfalz.
Am 12. Oktober 1849 kam Wedel als Adjutant in die 3. Infanterie-Brigade, am 8. Februar 1851 zur 6. Infanterie-Brigade und am 4. Mai 1852 zur 12. Infanterie-Brigade. Am 22. Juni 1852 wurde er zum Hauptmann befördert und kam am 18. September 1856 als Kompaniechef in das 19. Infanterie-Regiment. Am 8. Mai 1858 kam er als Major und Kommandeur zum II. Bataillons des 28. Landwehr-Regiments in Brühl. Am 8. Mai 1860 kommandierte er als Bataillonsführer das 28. kombinierte Infanterie-Regiment, aus dem kurz darauf das 6. Rheinische Infanterie-Regiment Nr. 68 hervorging. Wedel wurde hier zunächst als Bataillonskommandeur verwendet und am 13. Dezember 1860 in das 3. Niederschlesische Infanterie-Regiment Nr. 50 versetzt. Am 18. Oktober 1861 erhielt er die Beförderung zum Oberstleutnant. Am 18. April 1865 beauftragte man ihn mit der Führung des 3. Ostpreußischen Grenadier-Regiments Nr. 4 und am 18. Juni 1865 wurde Wedel Oberst und Kommandeur des Regiments.
Im Krieg gegen Österreich kämpfte Wedel 1866 in den Gefechten bei Trautenau und Tobitschau sowie der Schlacht bei Königgrätz. Am 20. September 1866 erhielt er dafür den Kronenorden III. Klasse mit Schwertern. Am 18. Juni 1869 bekam er seiner Ernennung zum Generalmajor und wurde aber wegen einer schweren Erkrankung zunächst zu den Offizieren von der Armee versetzt. Den Roten Adlerorden II. Klasse mit Eichenlaub und Schwertern erhielt er am 11. November 1869 und am 10. März 1870 bekam Wedel das Großkomturkreuz des Verdienstordens vom Heiligen Michael verliehen. Allerdings bekam er erst ab dem 12. April 1870 sein volles Gehalt als Generalmajor. Kurz vor dem Krieg gegen Frankreich wurde er am 24. Mai 1870 noch zum Kommandeur der 29. Infanterie-Brigade ernannt. Während des Krieges kämpfte er in der Schlacht bei Gravelotte. Bei der Belagerung von Metz erkrankte Wedel schwer und wurde nach Köln zurückgebracht, aber er bekam das Eiserne Kreuz II. Klasse.
Am 15. Oktober 1870 wurde er daher zum Ersten Kommandanten von Koblenz und Ehrenbreitstein ernannt, bis Wedel nach dem Krieg am 3. Mai 1871 zu den Offizieren von der Armee überführt wurde. Daraufhin stellte man ihn am 18. Oktober 1871 mit der gesetzlichen Pension zur Disposition. Er starb am 24. Februar 1890 in Charlottenburg und wurde am 28. Februar 1890 auf dem Luisenfriedhof beigesetzt.

### Familie
Wedel heiratete am 26. August 1849 in Weßnig Adelheid von Griesheim (1828–1901). Sie war eine Tochter des Adolf von Griesheim und der Clementine von Lüttichau. Das Paar hatte eine Tochter Clementine (1851–1915), die sich am 23. August 1879 mit Ernst von Wedel († 1904) aus dem Hause Pumptow-Burghagen verheiratete.